# Woprosy istorii KPSS
Woprosy Istorii KPSS (ros. Вопросы истории КПСС, „Zagadnienia historii KPZR”) – radzieckie czasopismo naukowe, wydawane od 1957 do 1991 roku pod patronatem Instytutu Marksizmu-Leninizmu przy KC KPZR. Czasopismo założono w celu udzielenia pomocy wykładowcom i studentom tego instytutu. Po rozpadzie ZSRR czasopismo zostało zniesione.
| Redaktor naczelny  | Lata      |
| ------------------ | --------- |
| Giennadij Obiczkin | 1957–1959 |
| Jewgienij Bugajow  | 1960–1961 |